# Mayalde
Mayalde település Spanyolországban,  Zamora tartományban. Mayalde Peñausende, Cabañas de Sayago, Corrales del Vino, El Cubo de Tierra del Vino, Valdelosa és Santiz községekkel határos. Lakosainak száma 152 fő (2024).

## Népesség
A település népessége az utóbbi években az alábbiak szerint változott:
| Lakosok száma | 246  | 232  | 235  | 225  | 209  | 217  | 196  | 182  | 169  | 152  |
|               | 2001 | 2004 | 2007 | 2009 | 2012 | 2014 | 2017 | 2019 | 2022 | 2024 |